# Symbiodinium
A Symbiodinium a páncélos ostorosok osztályának és a Suessiales rendjének egyik nemzetsége.
A Symbiodinium-fajok egysejtű, tengeri páncélos ostorosok, melyek egyes kagylók, virágállatok és egyéb csalánozók felszíni szöveteiben élnek. A fotoszintézis által cukrokat termelnek, melyek egy részét átengedik a gazdaállatnak cserébe egyéb tápanyagokért és védelemért.

## Rendszerezés
A nemzetségbe az alábbi 22 faj tartozik:
- Symbiodinium bermudense R.K.Trench, 1993
- Symbiodinium boreum LaJeunesse & Chen, 2014
- Symbiodinium californicum LaJeunesse & R.K.Trench, 2000
- Symbiodinium californium A.T.Banaszak, R.Iglesias-Prieto & R.K.Trench, 1993
- Symbiodinium cariborum R.K.Trench, 1993
- Symbiodinium corculorum R.K.Trench, 1993
- Symbiodinium eurythalpos LaJeunesse & Chen, 2014
- Symbiodinium goreaui Trench & Blank, 2000
- Symbiodinium kawagutii Trench & Blank, 2000
- Symbiodinium linucheae (Trench & Thinh) T.C.LaJenesse, 2001
- Symbiodinium meandrinae R.K.Trench, 1993
- Symbiodinium microadriaticum Freudenthal, 1962 - típusfaj
- Symbiodinium minutum T.C.LaJeunesse, J.E. Parkinson & J.D.Reimer, 2012
- Symbiodinium muscatinei LaJeunesse & R.K.Trench, 2000
- Symbiodinium natans Gert Hansen & Daugbjerg, 2009
- Symbiodinium pilosum Trench & Blank, 2000
- Symbiodinium psygmophilum T.C.LaJeunesse, J.E. Parkinson & J.D.Reimer, 2012
- Symbiodinium pulchrorum R.K.Trench, 1993
- Symbiodinium thermophilum Hume, D'Angelo, Smith, Stevens, Burt & Wiedenmann, 2015
- Symbiodinium trenchii LaJeunesse, 2014
- Symbiodinium tridacnorum Hollande & Carré, 1975
- Symbiodinium voratum Jeong et al., 2014

2018-ban a Symbiodiniaceae rendszertanát módosították és a különböző kládokat 7 nemzetségbe sorolták. Így a Symbiodinium név sensu stricto csak korábban az A kládba sorolt fajokat tartalmaz. A többi kládot önálló nemzetségként sorolták be.